# Sándwich St. Paul
El sándwich St. Paul es un tipo de sándwich disponible en los restaurantes chino-estadounidense de San Luis (Misuri) y consistente en una porción de huevo fu yung (hecha de brotes de soja y cebolla picada) servida con pepinillos en rodajas, cebolla blanca, mayonesa, lechuga y tomate entre dos rebanadas de pan blanco.

## Origen
El origen del sándwich St. Paul se remonta a principios de los años 1940, cuando los restaurantes chinos, probando nuevas recetas para atraer a la clientela del Medio Oeste de los Estados Unidos, inventaron el sándwich. Según la leyenda local, fue inventado por Steven Yuen en el Park Chop Suey de Lafayette Square, un barrio cerca del centro de San Luis. Yuen bautizó el sándwich en honor de su ciudad natal, Saint Paul (Minnesota).
Originalmente, el sándwich St. Paul contenía cuatro trozos de pan blanco rellenos de pollo y huevo, y posteriormente solo llevaba huevo y hamburguesa sobre un bollo.